# Castelo Aikenway

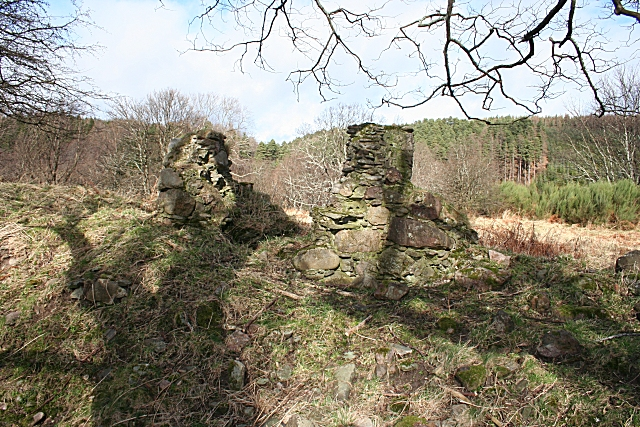
Restos do Castelo Aikenway.

O Castelo Aikenway (em inglês:  Aikenway Castle) foi um castelo do século XIX localizado em Rothes, Moray, Escócia.

## História
A história do castelo é desconhecida, há relatos que fora ocupado por um Leslie, irmão do Earl Leslie de Rothes  (título criado em meados do século XV).
Todo o que resta é parte de uma torre com 2 metros de diâmetro por 1.6 metros de altura e 0.5 metros de espessura.